# Glasbena akademija v Sarajevu
Glasbena akademija (izvirno bosansko  Muzička akademija u Sarajevu), s sedežem v Sarajevu, je akademija, ki je članica Univerze v Sarajevu.